# Jahdiel
Grace Jahdiel Benjamin (tên thời con gái là 'Okoduwa') được biết đến với nghệ danh Jahdiel, là một ca sĩ, nhạc sĩ và một ca sĩ phúc âm Nigeria đương đại. Cô bắt đầu sự nghiệp âm nhạc chuyên nghiệp của mình vào năm 2006, phát hành album đầu tay Heritage vào năm 2008. Cô là một trong một số nghệ sĩ phúc âm thuộc Đại sứ quán Loveworld Records of Christ.

## Đầu đời và giáo dục
Cô sinh ra ở Ikoyi, bang Lagos, Nigeria, nơi cô học xong tiểu học và trung học tại trường quốc tế Aunty Ayo, Ikoyi trước khi tiếp tục học lên để bằng Cử nhân Hóa học.

## Sự nghiệp
Jahdiel bắt đầu hát từ lúc năm tuổi khi tham gia dàn hợp xướng của nhà thờ địa phương. Lên tuổi mười ba cô bắt đầu chơi piano và các dụng cụ âm nhạc khác. Sau đó cô tham gia vào nhiều nhóm nhạc khác nhau. Cô đã phát hành album đầu tay Heritage vào năm 2008. Album đã nhận được sự đón nhận, nhờ đó cô được nhiều người biết đến hơn. Cô đã dành được vị trí đề cử trong hạng mục "Nghệ sĩ hoặc Nhóm Triển vọng Nhất" của Giải thưởng Kora Awards năm 2008. Album tiếp theo của cô Under Oath được phát hành vào năm 2010. Bao gồm các bài hát như "Ebube Dike", "Oh God" và "Ayaya", Under Oath đã mang lại cho cô một đề cử mới tại Giải thưởng Âm nhạc Phúc âm Nigeria 2013. Vào tháng 11 năm 2015, cô đã phát hành album phòng thu thứ ba của mình mang tên Majesty. Năm 2017, cô đã được liệt kê trong danh sách "100 người có ảnh hưởng nhất trong Hội Thiên chúa giáo ở Nigeria" theo YNaija.